# Kvasir

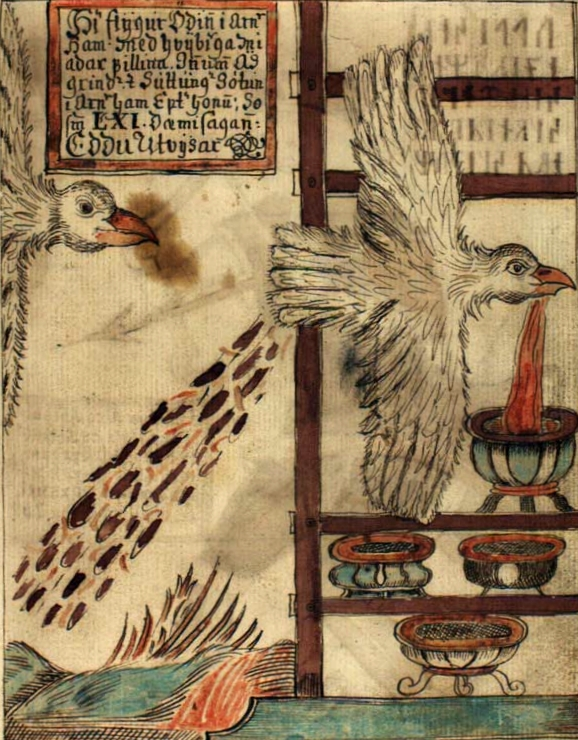
Odín bebiéndose todo el hidromel, transformado en águila.

Kvasir es un dios de la mitología nórdica. Fue creado de la saliva de todos los dioses, convirtiéndose así en el más sabio de los Vanir. Dos hermanos, los enanos Fjalar y Galar, lo invitaron a un banquete en su caverna y lo mataron. Los enanos mezclaron su sangre con miel y la preservaron. La mezcla fermentó y se convirtió en el hidromiel que inspiraba a los poetas.
Más adelante, mataron a Gilling y a su esposa. El hijo de Gilling, Suttung, enfurecido por el asesinato de sus padres llevó a los enanos hacia el mar y los colocó en un arrecife que sería cubierto por la marea alta. Los enanos le ofrecieron el hidromiel a cambio de sus vidas. Suttung lo tomó, lo llevó a su hogar, lo ocultó en el centro de una montaña y ordenó a su hija Gunnlod que lo cuidara.
Odín decidió conseguir dicho hidromiel y trabajó para Baugi, el hermano de Suttung, por un verano entero y luego pidió un pequeño sorbo de él. Baugi se escondió taladrando en una montaña, y Odín se convirtió en una serpiente y se arrastró. Dentro, Gunnlod, la hija de Suttung, estaba custodiando pero la persuadió para que le diera tres sorbos; Odín bebió todo el hidromiel, se convirtió en un águila y escapó.